# Hôtel de Gramont
El Hotel de Gramont es una antigua mansión privada, ubicada en la  Plaza Vendôme, contiguo al Hôtel de Bourvallais y el Hôtel Crozat, en el 1 distrito de París.
Fue construido entre 1708 y 1710, por el arquitecto Pierre Bullet, para la duquesa Anne de Gramont.
Propiedad sucesiva del conde de Lautrec, el marqués de Villette, Claude Darras, el Crédit Immobilier de France y la familia Nitot, fue adquirida en 1897 por César Ritz y transformada, junto con el Hôtel Crozat en el actual Ritz Paris.
Es, desde 1979, propiedad del empresario Mohamed Al-Fayed.

## Historia

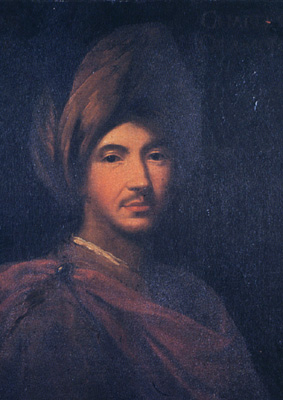
El duque de Gramont.

En 1705, la parcela fue adquirida por Antoine Bitault de Vaillé, en nombre de Anne Baillet de La Cour, quien hizo construir el hotel por el arquitecto Pierre Bullet de 1708 a 1710.
En 1710, Anne Baillet de La Cour se casó con el duque Antoine-Charles de Gramont.
En 1714, John Law de Lauriston alquiló el hotel. A la muerte del duque en 1720, habiendo enviudado, la duquesa vendió el hotel al año siguiente a Daniel-François de Gelas de Voisin, conde de Lautrec y caballero de Ambre. Ese mismo año, el joven rey Luis XV, asistió, desde uno de los salones del primer piso, al desfile del embajador turco.
El Conde residió allí durante casi treinta años, y en 1750, este último lo vendió al Marqués Charles-Michel de Villette, Secretario del Rey y Tesorero de las Guerras Extraordinarias.
En 1775, este último se desprendió de él a favor de Claude Darras, secretario del rey, quien lo alquiló a la Dirección de Liquidación de la Deuda Pública en 1788 y luego lo vendió al Crédit Immobilier de France en 1792.

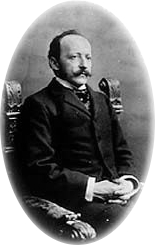
César Ritz.

En 1810, François-Régnault Nitot, adquirió el hotel y sus descendientes lo mantuvieron hasta 1897, cuando el empresario César Ritz lo compró con vistas a abrir allí un establecimiento hotelero.
A partir de 1897, fue completamente rediseñado por el arquitecto Charles Mewès y fue inaugurado el 1 de junio de 1898.
En 1979, Monique Ritz, viuda de Charles Ritz, vendió el establecimiento al empresario egipcio Mohamed Al-Fayed, quien lo hizo renovar por completo de 1980 a 1987, por el arquitecto Bernard Gaucherel.
Casi un siglo después, en 1999, el Ritz adquirió el hotel Crozat, arrendado desde 1910.
Entre 2012 a 2016, vuelve a estar en renovación total por un importe de 140 millones de euros.

## Protección
Está catalogado como monumento histórico, por sus fachadas y techos, por orden del 17 de mayo de 1930, luego catalogado por su salón, oficina y tocador en el primer piso por orden del 4 de mayo de 1927.